# Copa del Món Femenina de Futbol de 2019
La Copa Mundial Femenina de Futbol 2019 és la vuitena edició de la Copa Mundial Femenina de Futbol a nivell de seleccions nacionals membres de la FIFA entre el 7 de juny i el 7 de juliol. El març de 2015 va guanyar els drets per allotjar la competició. És el tercer cop que es disputà el torneig en territori europeu. Els partits es disputaran en nou ciutats arreu de França. Els Estats Units defensen el títol. Serà el primer Mundial femení amb l'ús del VAR.

## Selecció de la seu
El 6 de març de 2014 s'anuncia l'inici de candidatures per ser la seu de la Copa Mundial Femenina de 2019. El país organitzador també ha de realitzar el campionat mundial femení de futbol sub-20 del 2018. Fins a set països mostren algun interès en ser la seu: França, Anglaterra, Corea del Sud, Nova Zelanda, Sud-àfrica, Suècia i Japó; encara que finalment només dos presenten candidatura ferma: França i Corea del Sud.
Finalment, el 19 de març de 2015 França guanya el dret d'organitzar ambdós campionats. La decisió es pren durant una votació del Comitè Executiu de la FIFA. França es converteix en el quart país en organitzar els dos mundials de futbol, masculí i femení.

## Classificació
Les places per a cada confederació no reverteixen cap canvi des del darrer mundial excepte pel canvi d'organitzador que es trasllada de CONCACAF (Canadà) a UEFA (França).
- AFC (Asia): 5 places
- CAF (Africa): 3 places
- CONCACAF (North, Central America and Caribbean): 3 places
- CONMEBOL (South America): 2 places
- OFC (Oceania): 1 plaça
- UEFA (Europe): 8 places
- Organitzador: 1 plaça
- CONCACAF–CONMEBOL play-off: 1 plaça

Els partits classificatoris van començar el 3 d'abril de 2017 i van finalitzar l'1 de desembre de 2018.

### Equips classificats
Un total de 24 equips classificats pel torneig. Es mostra entre parèntesis la classificació del rànquing FIFA de cada selecció al març de 2019.
| Confederació Asiàtica de Futbol (5 equips) - Selecció femenina de futbol d'Austràlia (6) - Selecció femenina de futbol de la Xina (16) - Selecció femenina de futbol del Japó (7) - Selecció femenina de futbol de Corea del Sud (14) - Selecció femenina de futbol de Tailàndia (34) Confederació Africana de Futbol (3 equips) - Selecció femenina de futbol del Camerun (46) - Selecció femenina de futbol de Nigèria (38) - Selecció femenina de futbol de Sud-àfrica (49) | CONCACAF (3 equips) - Selecció femenina de futbol del Canadà (5) - Selecció femenina de futbol de Jamaica (53) - Selecció femenina de futbol dels Estats Units (1) CONMEBOL (3 equips) - Selecció femenina de futbol de l'Argentina (37) - Selecció femenina de futbol del Brasil (10) - Selecció femenina de futbol de Xile (39) OFC (1 equip) - Selecció femenina de futbol de Nova Zelanda (19) | UEFA (9 equips) - Selecció femenina de futbol d'Anglaterra (3) - Selecció femenina de futbol de França (organitzadora) (4) - Selecció femenina de futbol d'Alemanya (2) - Selecció femenina de futbol d'Itàlia (15) - Selecció femenina de futbol d'Holanda (8) - Selecció femenina de futbol de Noruega (12) - Selecció femenina de futbol d'Escòcia (20) - Selecció femenina de futbol d'Espanya (13) - Selecció femenina de futbol de Suècia (9) |

Xile, Jamaica, Escòcia i Sud-àfrica són debutants en una fase final del mundial, metre Itàlia, en torna a formar part per primer cop des de 1999 i Argentina des de 2007. Brasil, Alemanya, Japó, Nigèria, Noruega, Suècia, i els Estats Units es classifiquen per vuitena vegada mantenint la ratxa i sent les úniques participants en les vuit edicions del torneig fins ara.

## Seus
Inicialment hi havia 12 candidates a acollir els partits; de les quals es van triar aquestes 9 ciutats i estadis.
El partit inaugural es va fer al Parc dels Prínceps de París el 7 de juny. Les semifinals i la final es van jugar a l'estadi Parc Olympique Lyonnais a Lió.
| · LióParísNiçaGrenobleLe HavreMontpellerReimsRennesValenciennesCopa del Món Femenina de Futbol de 2019 (França) | Lió                     | Grenoble          | Le Havre           |
| --- | ----------------------- | ----------------- | ------------------ |
| · LióParísNiçaGrenobleLe HavreMontpellerReimsRennesValenciennesCopa del Món Femenina de Futbol de 2019 (França) | Parc Olympique Lyonnais | Stade des Alpes   | Stade Océane       |
| · LióParísNiçaGrenobleLe HavreMontpellerReimsRennesValenciennesCopa del Món Femenina de Futbol de 2019 (França) | Capacitat: 58.000       | Capacitat: 20.068 | Capacitat: 25.178  |
| · LióParísNiçaGrenobleLe HavreMontpellerReimsRennesValenciennesCopa del Món Femenina de Futbol de 2019 (França) |                         |                   |                    |
| · LióParísNiçaGrenobleLe HavreMontpellerReimsRennesValenciennesCopa del Món Femenina de Futbol de 2019 (França) | Montpeller              | Niça              | París              |
| · LióParísNiçaGrenobleLe HavreMontpellerReimsRennesValenciennesCopa del Món Femenina de Futbol de 2019 (França) | Stade de la Mosson      | Allianz Riviera   | Parc dels Prínceps |
| · LióParísNiçaGrenobleLe HavreMontpellerReimsRennesValenciennesCopa del Món Femenina de Futbol de 2019 (França) | Capacitat: 32.950       | Capacitat: 35.624 | Capacitat: 48.583  |
| · LióParísNiçaGrenobleLe HavreMontpellerReimsRennesValenciennesCopa del Món Femenina de Futbol de 2019 (França) |                         |                   |                    |
| · LióParísNiçaGrenobleLe HavreMontpellerReimsRennesValenciennesCopa del Món Femenina de Futbol de 2019 (França) | Reims                   | Rennes            | Valenciennes       |
| · LióParísNiçaGrenobleLe HavreMontpellerReimsRennesValenciennesCopa del Món Femenina de Futbol de 2019 (França) | Stade Auguste Delaune   | Roazhon Park      | Stade du Hainaut   |
| · LióParísNiçaGrenobleLe HavreMontpellerReimsRennesValenciennesCopa del Món Femenina de Futbol de 2019 (França) | Capacitat: 21.628       | Capacitat: 29.778 | Capacitat: 25.172  |
| · LióParísNiçaGrenobleLe HavreMontpellerReimsRennesValenciennesCopa del Món Femenina de Futbol de 2019 (França) |                         |                   |                    |

## Arbitratge
La FIFA va anunciar una llista de 27 àrbitres i 48 assistents, provinents de les sis confederacions continentals.
| AFC - Kate Jacewicz - Liang Qin - Casey Reibelt - Ri Hyang-Ok - Yoshimi Yamashita CAF - Lidya Tafesse - Gladys Lengwe - Salima Mukansanga OFC - Anna-Marie Keighley | CONCACAF - Marie-Soleil Beaudoin - Melissa Borjas - Carol Anne Chenard - Ekaterina Koroleva - Lucila Venegas Conmebol - Edina Batista Alves - María Carvajal - Laura Fortunato - Claudia Umpiérrez | UEFA - Jana Adámková - Sandra Braz - Stéphanie Frappart - Riem Hussein - Katalin Kulcsár - Kateryna Monzul - Anastasia Pustovoytova - Esther Staubli - Bibiana Steinhaus |

## Sorteig
El sorteig de la fase de grups es va realitzar el 8 de desembre de 2018. Els bombos corresponents al sorteig van ser confirmats el 7 de desembre segons el rànquing FIFA. Els caps de sèrie eren França (país organitzador), Estats Units (actual campiona del Món), Alemanya, Anglaterra, Canadà i Austràlia. França com amfitriona se li va assignar el grup A. La resta de caps de sèrie foren definits segons el sorteig. La resta de seleccions van ser ubicades en els bombos 2, 3 i 4 segons la seva posició al rànquing.
| Bombo 1                                | Bombo 2                    | Bombo 3                       | Bombo 4                       |
| -------------------------------------- | -------------------------- | ----------------------------- | ----------------------------- |
| (3) (organitzador) (1) (2) (4) (5) (6) | (7) (8) (9) (10) (12) (13) | (14) (15) (16) (19) (20) (29) | (36) (38) (39) (46) (48) (53) |

## Fase de grups

### Format de competició
Els 24 equips que participen en la fase final es divideixen en sis grups de 4 equips cadascun. Dins de cada grup s'enfronten una vegada entre sí, mitjançant el sistema de totes contra totes. Segons el resultat de cada partit es donen tres punts a les guanyadores, un punt a cada selecció en cas d'empat i cas al conjunt derrotat.
Es classifiquen per a la següent ronda els dos equips de cada grup millor classificats, més els millors quatre tercers. L'ordre de classificació es determina per aquests criteris, amb el següent ordre de preferència.
- El major nombre de punts obtinguts.
- La major diferència de gols.
- El major nombre de gols a favor marcats.

Si dos o més equips queden igualats segons les pautes anteriors, les seves posicions seran determinades mitjançant els següents criteris, per ordre de preferència:
- El major nombre de punts obtinguts en els partits entre els equips en qüestió.
- La major diferència de gols en els partits entre els equips en qüestió.
- El major nombre de gols a favor marcats per cada equip en els partits entre els equips en qüestió.
- Sorteig del comitè organitzador de la Copa Mundial.

La segona ronda inclou totes las fases des dels vuitens de final fins a la final. Mitjançant el sistema d'eliminació directa es classifiquen els dos semifinalistes. Els equips derrotats a les semifinals jugaran el partit pel tercer i quart lloc, mentre que els vencedors jugaran el partit final on el guanyador obtindrà el títol.
Si després dels 90 minuts de joc el partit està empatat es juga una pròrroga de dues parts de 15 minuts cadascuna. Si el resultat segueix igualat, el partit es resoldrà per llançaments des del punt de penal.

### Grup A
| Selecció femenina de futbol de França | 4-0 | Selecció femenina de futbol de Corea del Sud |
| ------------------------------------- | --- | -------------------------------------------- |
|                                       | []  |                                              |

| Selecció femenina de futbol de Noruega | 3-0 | Selecció femenina de futbol de Nigèria |
| -------------------------------------- | --- | -------------------------------------- |
|                                        | []  |                                        |

| Selecció femenina de futbol de Nigèria | 2-0 | Selecció femenina de futbol de Corea del Sud |
| -------------------------------------- | --- | -------------------------------------------- |
|                                        | []  |                                              |

 Stade des Alpes França, Grenoble, França
| Selecció femenina de futbol de França | 2-1 | Selecció femenina de futbol de Noruega |
| ------------------------------------- | --- | -------------------------------------- |
|                                       | []  |                                        |

 Allianz Riviera França, Niça, França
| Selecció femenina de futbol de Nigèria | 0-1 | Selecció femenina de futbol de França |
| -------------------------------------- | --- | ------------------------------------- |
|                                        | []  |                                       |

 Roazhon Park França, Rennes, França
| Selecció femenina de futbol de Corea del Sud | 1-2 | Selecció femenina de futbol de Noruega |
| -------------------------------------------- | --- | -------------------------------------- |
|                                              | []  |                                        |

 Stade Auguste Delaune França, Reims, França

### Grup B
| Selecció femenina de futbol d'Alemanya | 1-0 | Selecció femenina de futbol de la Xina |
| -------------------------------------- | --- | -------------------------------------- |
|                                        | []  |                                        |

| Selecció femenina de futbol d'Espanya | 3-1 | Selecció femenina de futbol de Sud-àfrica |
| ------------------------------------- | --- | ----------------------------------------- |
|                                       | []  |                                           |

| Selecció femenina de futbol d'Alemanya | 1-0 | Selecció femenina de futbol de d'Espanya |
| -------------------------------------- | --- | ---------------------------------------- |
|                                        | []  |                                          |

 Stade du Hainaut França, Valenciennes, França
| Selecció femenina de futbol de Sud-àfrica | 0-1 | Selecció femenina de futbol de la Xina |
| ----------------------------------------- | --- | -------------------------------------- |
|                                           | []  |                                        |

 Parc dels Prínceps França, París, França
| Selecció femenina de futbol de Sud-àfrica | 0-4 | Selecció femenina de futbol d'Alemanya |
| ----------------------------------------- | --- | -------------------------------------- |
|                                           | []  |                                        |

 Stade de la Mosson França, Montpeller, França
| Selecció femenina de futbol de la Xina | 0-0 | Selecció femenina de futbol d'Espanya |
| -------------------------------------- | --- | ------------------------------------- |
|                                        | []  |                                       |

 Stade Océane França, Le Havre, França

### Grup C
| Selecció femenina de futbol d'Austràlia | 1-2 | Selecció femenina de futbol d'Itàlia |
| --------------------------------------- | --- | ------------------------------------ |
|                                         | []  |                                      |

| Selecció femenina de futbol de Brasil | 3-0 | Selecció femenina de futbol de Jamaica |
| ------------------------------------- | --- | -------------------------------------- |
|                                       | []  |                                        |

| Selecció femenina de futbol d'Austràlia | 3-2 | Selecció femenina de futbol de Brasil |
| --------------------------------------- | --- | ------------------------------------- |
|                                         | []  |                                       |

 Stade de la Mosson França, Montpeller, França
| Selecció femenina de futbol de Jamaica | 0-5 | Selecció femenina de futbol d'Itàlia |
| -------------------------------------- | --- | ------------------------------------ |
|                                        | []  |                                      |

 Stade Auguste Delaune França, Reims, França
| Selecció femenina de futbol de Jamaica | 1-4 | Selecció femenina de futbol d'Austràlia |
| -------------------------------------- | --- | --------------------------------------- |
|                                        | []  |                                         |

 Stade des Alpes França, Montpeller, França
| Selecció femenina de futbol d'Itàlia | 0-1 | Selecció femenina de futbol de Brasil |
| ------------------------------------ | --- | ------------------------------------- |
|                                      | []  |                                       |

 Stade du Hainaut França, Valenciennes, França

### Grup D
| Selecció femenina de futbol d'Anglaterra | 2-1 | Selecció femenina de futbol d'Escòcia |
| ---------------------------------------- | --- | ------------------------------------- |
|                                          | []  |                                       |

| Selecció femenina de futbol de l'Argentina | 0-0 | Selecció femenina de futbol del Japó |
| ------------------------------------------ | --- | ------------------------------------ |
|                                            | []  |                                      |

| Selecció femenina de futbol del Japó | -  | Selecció femenina de futbol d'Escòcia |
| ------------------------------------ | -- | ------------------------------------- |
|                                      | [] |                                       |

 Roazhon Park França, Rennes, França
| Selecció femenina de futbol d'Anglaterra | -  | Selecció femenina de futbol de l'Argentina |
| ---------------------------------------- | -- | ------------------------------------------ |
|                                          | [] |                                            |

 Stade Océane França, Le Havre, França
| Selecció femenina de futbol del Japó | 0-2 | Selecció femenina de futbol d'Anglaterra |
| ------------------------------------ | --- | ---------------------------------------- |
|                                      | []  |                                          |

 Allianz Arena França, Niça, França
| Selecció femenina de futbol d'Escòcia | 3-3 | Selecció femenina de futbol de l'Argentina |
| ------------------------------------- | --- | ------------------------------------------ |
|                                       | []  |                                            |

 Parc dels Prínceps França, París, França

### Grup E
| Selecció femenina de futbol del Canadà | -  | Selecció femenina de futbol del Camerun |
| -------------------------------------- | -- | --------------------------------------- |
|                                        | [] |                                         |

| Selecció femenina de futbol de Nova Zelanda | -  | Selecció femenina de futbol d'Holanda |
| ------------------------------------------- | -- | ------------------------------------- |
|                                             | [] |                                       |

| Selecció femenina de futbol d'Holanda | -  | Selecció femenina de futbol del Camerun |
| ------------------------------------- | -- | --------------------------------------- |
|                                       | [] |                                         |

 Stade du Hainaut França, Valenciennes, França
| Selecció femenina de futbol del Canadà | -  | Selecció femenina de futbol de Nova Zelanda |
| -------------------------------------- | -- | ------------------------------------------- |
|                                        | [] |                                             |

 Stade des Alpes França, Grenoble, França
| Selecció femenina de futbol d'Holanda | -  | Selecció femenina de futbol del Canadà |
| ------------------------------------- | -- | -------------------------------------- |
|                                       | [] |                                        |

 Stade Auguste Delaune França, Reims, França
| Selecció femenina de futbol del Camerun | -  | Selecció femenina de futbol de Nova Zelanda |
| --------------------------------------- | -- | ------------------------------------------- |
|                                         | [] |                                             |

 Stade de la Mosson França, Montpeller, França

### Grup F
| Selecció femenina de futbol de Xile | -  | Selecció femenina de futbol de Suècia |
| ----------------------------------- | -- | ------------------------------------- |
|                                     | [] |                                       |

| Selecció femenina de futbol dels Estats Units | -  | Selecció femenina de futbol de Tailàndia |
| --------------------------------------------- | -- | ---------------------------------------- |
|                                               | [] |                                          |

| Selecció femenina de futbol de Suècia | -  | Selecció femenina de futbol de Tailàndia |
| ------------------------------------- | -- | ---------------------------------------- |
|                                       | [] |                                          |

 Allianz Riviera França, Niça, França
| Selecció femenina de futbol dels Estats Units | -  | Selecció femenina de futbol de Xile |
| --------------------------------------------- | -- | ----------------------------------- |
|                                               | [] |                                     |

 Parc dels Prínceps França, París, França
| Selecció femenina de futbol de Suècia | -  | Selecció femenina de futbol dels Estats Units |
| ------------------------------------- | -- | --------------------------------------------- |
|                                       | [] |                                               |

 Stade Océane França, Le Havre, França
| Selecció femenina de futbol de Tailàndia | -  | Selecció femenina de futbol de Xile |
| ---------------------------------------- | -- | ----------------------------------- |
|                                          | [] |                                     |

 Roazhon Park França, Rennes, França

### Millors tercers equips
Els quatre millors equips amb millor puntuació, gols marcats i joc net en cas d'empat en la puntuació de partit i gols classificaran a la fase eliminatòria juntament amb els sis primers i segons classificats de cada grup.

### Eliminatòries

#### Vuitens de final
| Selecció femenina de futbol | -  | Selecció femenina de futbol |
| --------------------------- | -- | --------------------------- |
|                             | [] |                             |

 Allianz Riviera França, Niça, França
| Selecció femenina de futbol | -  | Selecció femenina de futbol |
| --------------------------- | -- | --------------------------- |
|                             | [] |                             |

 Stade des Alpes França, Grenoble, França
| Selecció femenina de futbol | -  | Selecció femenina de futbol |
| --------------------------- | -- | --------------------------- |
|                             | [] |                             |

 Stade Océane França, Le Havre, França
| Selecció femenina de futbol | -  | Selecció femenina de futbol |
| --------------------------- | -- | --------------------------- |
|                             | [] |                             |

 Stade du Hainaut França, Valenciennes, França
| Selecció femenina de futbol | -  | Selecció femenina de futbol |
| --------------------------- | -- | --------------------------- |
|                             | [] |                             |

 Stade Auguste Delaune França, Reims, França
| Selecció femenina de futbol | -  | Selecció femenina de futbol |
| --------------------------- | -- | --------------------------- |
|                             | [] |                             |

 Parc dels Prínceps França, París, França
| Selecció femenina de futbol | -  | Selecció femenina de futbol |
| --------------------------- | -- | --------------------------- |
|                             | [] |                             |

 Stade de la Mosson França, Montpeller, França
| Selecció femenina de futbol | -  | Selecció femenina de futbol |
| --------------------------- | -- | --------------------------- |
|                             | [] |                             |

 Roazhon Park França, Rennes, França

#### Quarts de final
| Selecció femenina de futbol | -  | Selecció femenina de futbol |
| --------------------------- | -- | --------------------------- |
|                             | [] |                             |

 Stade Océane França, Le Havre, França
| Selecció femenina de futbol | -  | Selecció femenina de futbol |
| --------------------------- | -- | --------------------------- |
|                             | [] |                             |

 Parc dels Prínceps França, París, França
| Selecció femenina de futbol | -  | Selecció femenina de futbol |
| --------------------------- | -- | --------------------------- |
|                             | [] |                             |

 Stade du Hainaut França, Valenciennes, França
| Selecció femenina de futbol | -  | Selecció femenina de futbol |
| --------------------------- | -- | --------------------------- |
|                             | [] |                             |

 Roazhon Park França, Rennes, França

#### Semifinals
| Selecció femenina de futbol | -  | Selecció femenina de futbol |
| --------------------------- | -- | --------------------------- |
|                             | [] |                             |

 Parc Olympique Lyonnais França, Lió, França
| Selecció femenina de futbol | -  | Selecció femenina de futbol |
| --------------------------- | -- | --------------------------- |
|                             | [] |                             |

 Parc Olympique Lyonnais França, Lió, França

#### Tercer lloc
| Selecció femenina de futbol | -  | Selecció femenina de futbol |
| --------------------------- | -- | --------------------------- |
|                             | [] |                             |

 Allianz Riviera França, Niça, França

#### Final
| Selecció femenina de futbol | -  | Selecció femenina de futbol |
| --------------------------- | -- | --------------------------- |
|                             | [] |                             |

 Parc Olympique Lyonnais França, Lió, França